# 1270 Datura
1270 Datura este un asteroid din centura principală, descoperit pe 17 decembrie 1930, de George Van Biesbroeck.